# پل ساباتیه
پل ساباتیه (به فرانسوی: Paul Sabatier) (زاده ۵ نوامبر ۱۸۵۴ - درگذشته ۱۴ اوت ۱۹۴۱)، شیمی‌دان فرانسوی در سال ۱۹۱۲ به همراه ویکتور گرینیارد برندهٔ جایزه نوبل شیمی شد.